# Diez TV
Diez TV es un canal generalista de televisión privada, de ámbito provincial y comarcal, que emite en digital (TDT) y en abierto, perteneciente a Grupo Audiovisual Andaluz.

## Historia
Sus emisiones regulares comenzaron el 10 de junio de 2010, emitiendo en formato panorámico (16:9) desde el primer día. La sede central se encuentra en la ciudad de Úbeda, Jaén, y comparte estudios con Radio Úbeda, emisora de radio afiliada a la Cadena SER.
Sustituye a Localia TV en la ciudad de Jaén tras el cese de emisiones de la red de emisoras locales. Forma parte de la red de televisiones andaluzas UNATEL bajo el nombre de (UNA TV) que unen a las emisoras que estuvieron asociadas a Localia TV en Andalucía.
Las licencias de televisión otorgadas en 2008 en varias demarcaciones de Andalucía, entre ellas, el múltiple comarcal TL04J de Jaén y TL06J de Úbeda —por el cual emite Diez TV Úbeda— quedaron anuladas tras una sentencia judicial del TSJA (Tribunal Superior de Justicia de Andalucía) favorable a Tele Úbeda —la primera emisora de televisión local que emitió en Úbeda desde 1985 hasta 2010—, que obligó a la Junta de Andalucía convocar un nuevo concurso para adjudicar las licencias anuladas en toda Andalucía. El 19 de junio de 2018 le fue nuevamente adjudicada la licencia de emisión para 15 años en las demarcaciones de Jaén y Úbeda.

## Programación
La programación de Diez TV es de carácter provincial y comarcal. Diez TV Úbeda comparten programación de interés provincial como Tendido diez, El desfiladero, Callejeando, La hora Ñ o Lagarteando. Noticias Diez TV es el informativo provincial de la red presentado por Laura Martínez. En ambas emisoras se emite de lunes a viernes a las 21:00 h.
Diez TV Úbeda a nivel local-comarcal cuenta con una producción propia diaria bastante amplia, cubriendo las necesidades de información sobre los eventos y acontecimientos de los municipios que abarcan tertulias, entrevistas, reportajes de actualidad y culturales que dan a conocer la historia y tradiciones de la zona. Destacan sus retransmisiones de los acontecimientos más representativos en directo como carnavales, Semana Santa, romerías, etc.

## Emisión en TDT
Diez TV disponía de licencia de emisión en TDT en todas las demarcaciones de la provincia de Jaén. Actualmente solo emite en Úbeda y comarca de La Loma como Diez TV Úbeda y en Andújar y comarca como Diez TV Andújar. Desde sus inicios ha anunciado que se pondrán en marcha emisiones para las demarcaciones de Alcalá la Real, Cazorla, Linares y Villacarrillo.

### Diez TV Jaén
Emitió para los municipios de Jaén,  Mancha Real,  Pegalajar, La Guardia de Jaén y Fuerte del Rey, (también la demarcación "Jaén" incluía los municipios de Martos, Torredonjimeno, Torredelcampo, Los Villares, Jamilena y Fuensanta de Martos, pero estos no llegaron a tener nunca señal activada en sus zonas, ya que solo se encendió el emisor de la Peña de San Cristóbal, en La Guardia de Jaén), compartiendo el múltiple del canal 31 con la emisora municipal del Ayuntamiento de Jaén, Onda Jaén RTV. A mediados de 2013, Diez TV Jaén cesó su emisión siendo sustituido por Onda Luz, en el canal múltiple 31 de UHF. 

### Diez TV Úbeda
Emite en los municipios de Úbeda, Baeza, Sabiote, Torreperogil, Rus, Canena, Ibros, Begíjar y Lupión, compartiendo el múltiple del canal 38 con la emisora comarcal privada con sede en Baeza, 9 La Loma.

### Diez TV Andújar
Emite en los municipios de Andújar, Marmolejo, Arjona, Arjonilla, Villanueva de la Reina, Lahiguera y Escañuela. Aunque la demarcación «Andújar» también la conforman los municipios de Porcuna, Lopera, Espeluy, Villardompardo, Santiago de Calatrava, Higuera de Calatrava y Cazalilla, donde no se recibe del todo su señal. Cuenta con estudios de producción en la ciudad de Andújar.